# Jean Baptiste Henric dit Henry
Pour les articles homonymes, voir Henry.
Jean Baptiste Henry, né le 27 août 1770 à Sérignan (Languedoc), mort le 1er avril 1846 à Béziers (Hérault), est un général français de la Révolution et de l’Empire.

## États de service
Il entre en service le 15 avril 1792, comme lieutenant au 7e bataillon de volontaires de la Haute-Garonne, et il est affecté à l’armée des Pyrénées orientales. Il reçoit son brevet de capitaine le 21 décembre 1793, et le 18 août 1795, il passe à l’armée d’Italie.
Le 19 juin 1796, il devient surnuméraire à la 25e demi-brigade de ligne, et il est titularisé le 1er octobre 1797. De 1798, à 1801, il sert à l’armée d'Égypte, et le 21 avril 1799 il prend les fonctions d’aide de camp du général Menou. 
Il est nommé chef de bataillon le 24 octobre 1800, et le 25 février 1804, il est affecté au 14e régiment d’infanterie de ligne. Il est fait chevalier de la Légion d’honneur le 14 juin 1804.
De 1805 à 1809, il sert à l’armée d’Italie, puis à l’armée de Naples, et le 7 avril 1809, il passe major au 70e régiment d’infanterie de ligne. Il est fait chevalier de l’Ordre royal des Deux-Siciles le 1er novembre 1809.
En 1810, il rejoint l’armée du Portugal, et le 1er mars 1813, il est nommé colonel commandant le 24e régiment d’infanterie de ligne. Il est blessé d’un coup de feu à la jambe droite le 31 juillet 1813 dans une escarmouche à Saint-Esteban, lors de la retraite de la garnison de Pampelune. Pendant la campagne de 1814, il sert à l’armée de Lyon.
Lors de la première restauration, il est maintenu à la tête du 24e régiment d’infanterie de ligne le 1er juillet 1814, et il est fait chevalier de Saint-Louis le 19 juillet, puis il est élevé au grade d’officier de la Légion d’honneur le 24 août 1814, par le roi Louis XVIII.
Il est promu général de brigade le 29 mars 1815, pendant les Cent-Jours, et il sert à l’armée de la Loire jusqu’au retour des Bourbons. Sa promotion est annulée le 1er août 1815, et il est mis en non activité le 1er mars 1816. 
Il est admis à la retraite le 8 novembre 1816, et le 8 février 1832, le roi Louis-Philippe Ier, le confirme dans son grade de général de brigade avec effet rétroactif au 19 novembre 1831.
Il meurt le 1er avril 1846, à Béziers.

## Sources
- (en) « Generals Who Served in the French Army during the Period 1789 - 1814: Eberle to Exelmans »
- Thierry Pouliquen, « Les généraux français et étrangers ayant servis [sic] dans la Grande Armée » (consulté le 3 août 2015)
- (pl) « Napoléon.org.pl »
- « Cote LH/1286/57 », base Léonore, ministère français de la Culture
- A. Lievyns, Jean Maurice Verdot, Pierre Bégat, Fastes de la Légion-d'honneur, biographie de tous les décorés accompagnée de l'histoire législative et réglementaire de l'ordre, Tome 5, Bureau de l’administration, 1847, 575 p. (lire en ligne), p. 406.